# Erylus granularis
Erylus granularis är en svampdjursart som beskrevs av Topsent 1904. Erylus granularis ingår i släktet Erylus och familjen Geodiidae. Inga underarter finns listade i Catalogue of Life.